# Hanhofen

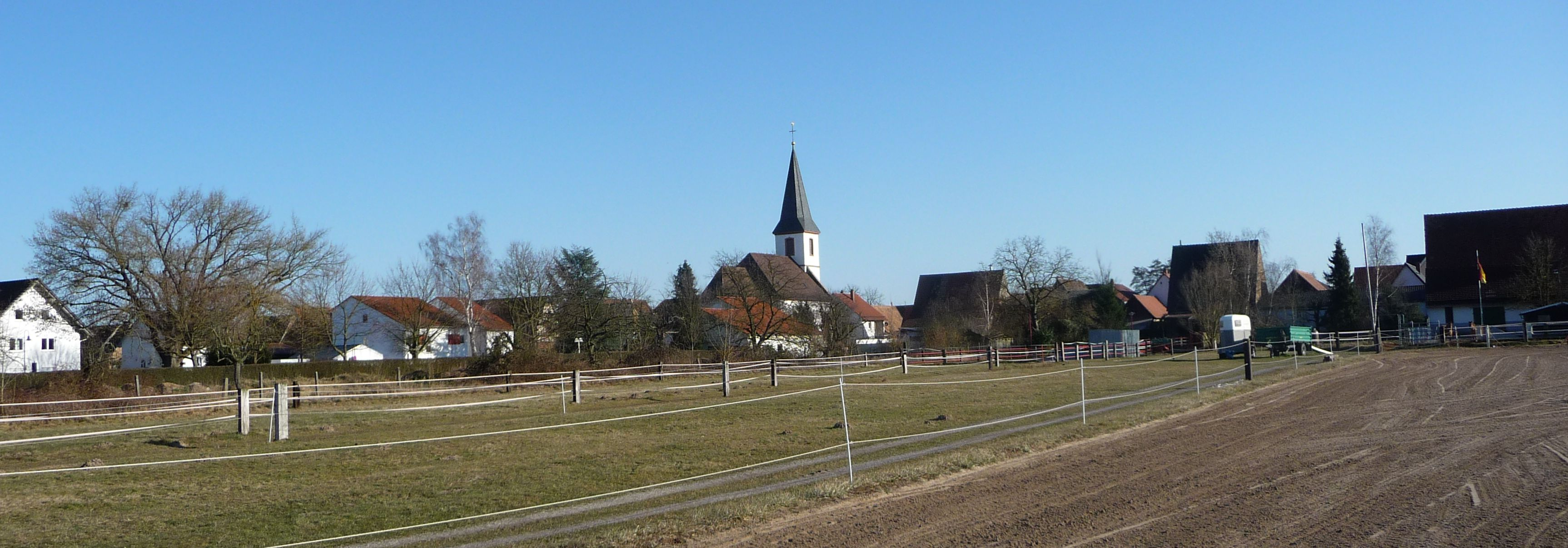
Ortsbild von Hanhofen

Hanhofen ist eine Ortsgemeinde im Rhein-Pfalz-Kreis in Rheinland-Pfalz. Sie gehört der Verbandsgemeinde Römerberg-Dudenhofen an.

## Geographie

### Lage
Hanhofen liegt in der Vorderpfalz. Der Nordosten der Gemarkung ragt in den Speyerer Wald hinein. Zu Hanhofen gehören die Wohnplätze Eichenhof, Im Schnepfenstoß, Peterhof, Waldhäuser und Kreuzhof. Nachbargemeinden sind – im Uhrzeigersinn – Böhl-Iggelheim, Dudenhofen, Harthausen, Neustadt an der Weinstraße und Haßloch.

### Gewässer
Durch die Gemeinde fließt der Speyerbach. Von rechts nimmt dieser zunächst den Kropsbach auf; etwa 40 m unterhalb zweigt nach links der Woogbach ab. Sowohl der Speyerbach als auch der Woogbach fließen in West-Ost-Richtung durch die Bebauung. Durch das südliche Gemeindegebiet fließt außerdem der Altwiesenbach.

## Geschichte
Wahrscheinlich wurde Hanhofen im siebten oder achten Jahrhundert von den Franken gegründet, die erstmalige Erwähnung fand jedoch 1156 als „Heinhoven“ statt. Die heutige Schreibweise stammt aus dem 18. Jahrhundert.
Kaiser Otto II. stellte das Gebiet der heutigen Gemeinde unter die Gerichtsbarkeit des Bistums Speyer, Heinrich IV. 1065 übertrug den Ort dem fürstbischöflichen Hochstift. Bis Ende des 18. Jahrhunderts blieb Hanhofen unter der Landeshoheit des Speyerer Hochstiftes, obwohl der Ort wahrscheinlich 1235 als Filiale der Pfarrei Harthausen mit vollen Lehns- und Zehntrechten an das Speyerer St. Germansstift übertragen wurden. Die Oberhoheit des Speyerer Hochstiftes wurde im 15. Jahrhundert von der Stadt Speyer streitig gemacht, deren Bürger 1417 die bischöfliche Burg Marientraut in Hanhofen zerstörten. Das Bistum konnte jedoch seine Stellung festigen, so dass die Burg wieder aufgebaut und Marientraut 1475 zum bischöflichen Unteramt, also Verwaltungssitz des Hochstifts Speyer für die umliegenden Orte, erklärt wurde. Nach dessen Auflösung fiel Hanhofen an das Amt Deidesheim.
Von 1798 bis 1814, als die Pfalz Teil der Französischen Republik (bis 1804) und anschließend Teil des Napoleonischen Kaiserreichs war, war Hanhofen in den Kanton Speyer im Departement Donnersberg eingegliedert und besaß eine eigene Mairie. 1815 wurde er Österreich zugeschlagen. Bereits ein Jahr später wechselte Hanhofen wie die gesamte Region in das Königreich Bayern und dessen Rheinkreis. Von 1818 bis 1862 gehörte die Gemeinde dem Landkommissariat Speyer an; aus diesem ging das Bezirksamt Speyer hervor.
Ab 1939 war der Ort Bestandteil des Landkreises Speyer. Nach dem Zweiten Weltkrieg wurde Dudenhofen innerhalb der französischen Besatzungszone Teil des damals neu gebildeten Landes Rheinland-Pfalz. Im Zuge der ersten rheinland-pfälzischen Verwaltungsreform wechselte der Ort in den Landkreis Ludwigshafen am Rhein, der seit 2004 Rhein-Pfalz-Kreis heißt. 1972 wurde Hanhofen in die neu geschaffene Verbandsgemeinde Dudenhofen eingegliedert. Seit 2014 ist der Ort Bestandteil der Verbandsgemeinde Römerberg-Dudenhofen.

### Geschichte der Burg Marientraut

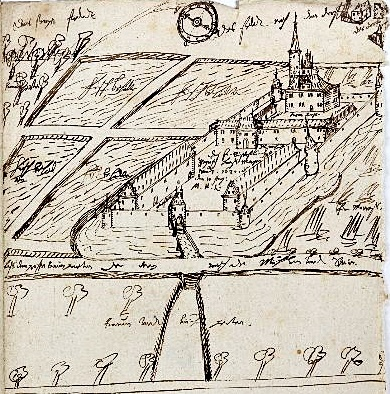
Burg Marientraut im Jahr 1630

Die Burg Marientraut befand sich am Westende des Dorfes nördlich der Hauptstraße. Der erste Bau erfolgte 1414 durch den Speyerer Bischof Raban von Helmstatt zur Festigung der Ansprüche des Bistums und zur Kontrolle der Wasserquellen Speyers. Unter Verweis auf ein kaiserliches Privileg wurde diese Burg 1417 von Speyerer Bürgern zerstört, der römisch-deutsche König Sigismund bestätigte jedoch die Haltung des Bischofs, so dass ab 1422 die Burg wieder aufgebaut werden konnte. 1464 bis 1471 wurde die Burg durch Bischof Matthias von Ramung mit der vierfachen Fläche weitgehend neu erbaut und mit einer turmbesetzten Mauer und einem Wassergraben geschützt. Nach der Zerstörung im Réunionskrieg ließ 1722 Bischof Damian Hugo Philipp von Schönborn auf dem Gelände der Hauptburg ein Barockschlösschen errichten. Während der französischen Besetzung von 1792 bis 1794 wurde die Burg schließlich vollständig niedergebrannt. Der nachfolgende Eigentümer des Grundstücks ließ die Ruinen abtragen. Mitte des 20. Jahrhunderts wurden in den Gräben der Vorburg Fischweiher angelegt. Vom Barockschloss haben sich noch Fundamente und Umfassungsmauern an einem Hofgebäude auf der gegenüberliegenden Straßenseite erhalten.

## Bevölkerung

### Konfessionsstatistik
2013 waren 47,2 % der Einwohner römisch-katholisch und 22,5 % evangelisch. Die übrigen 30,3 % gehörten einer anderen Glaubensgemeinschaft an oder waren konfessionslos. Der Anteil der evangelischen und katholischen Kirchenmitglieder an der Gesamtbevölkerung ist seitd gesunken. Ende Juli 2025 waren von den Einwohnern 34,8 % katholisch und 17,6 % evangelisch. 47,5 % waren konfessionslos oder gehörten einer anderen Glaubensgemeinschaft an.

### Einwohnerentwicklung
Die erste Einwohnerzahl ist erst für das Jahr 1787 bekannt, damals lebten 322 Menschen in Hanhofen. 1815 hatte der Ort insgesamt 460 Einwohner. Nach dem ersten Katasterplan aus dem Jahr 1820 lässt sich ein zwischenzeitlicher Anstieg auf 500 bis 600 Personen abschätzen. Der Umfang der Bebauung blieb bis 1925 weitgehend unverändert auf dem damaligen Stand, entsprechend änderte sich wenig an der Bevölkerungszahl. 1921 wurden 636 Einwohner gezählt, 1926 waren es etwa 700. Eine Expansion des Ortes gab es von 1925 bis zum Zweiten Weltkrieg in östlicher und südlicher Richtung. In den 1960er Jahren wurde die Schillerstraße im Süden des Ortes bebaut, ab den 1970er Jahren entstanden Neubausiedlungen im Osten. Damit setzte ein Bevölkerungszuwachs ein von etwa 1100 Einwohnern im Jahr 1960 bis zu 1599 im Jahr 1984.
Im Jahr 2010 leben 2494 Menschen in Hanhofen.

## Politik

### Gemeinderat
Der Gemeinderat in Hanhofen besteht seit 2019 aus 20 Ratsmitgliedern (zuvor waren es 16), die bei der Kommunalwahl am 9. Juni 2024 in einer personalisierten Verhältniswahl gewählt wurden, und der ehrenamtlichen Ortsbürgermeisterin als Vorsitzender.
Die Sitzverteilung im Gemeinderat:
| Wahl | SPD | CDU | FDP | WGR | Gesamt   |
| ---- | --- | --- | --- | --- | -------- |
| 2024 | 10  | 8   | 2   | –   | 20 Sitze |
| 2019 | 11  | 7   | 2   | –   | 20 Sitze |
| 2014 | 9   | 6   | 1   | –   | 16 Sitze |
| 2009 | 8   | 6   | 2   | –   | 16 Sitze |
| 2004 | 6   | 7   | 1   | 2   | 16 Sitze |

### Bürgermeister
Silke Schmitt-Makdice (SPD) wurde 2019 Ortsbürgermeisterin von Hanhofen. Bei der Direktwahl am 9. Juni 2024 wurde sie als einzige Bewerberin mit einem Stimmenanteil von 66,6 % für weitere fünf Jahre in ihrem Amt bestätigt.
Schmitt-Makdices Vorgängerin Friederike Ebli (SPD) hatte das Amt von 1994 bis 2019 inne.

### Gemeindepartnerschaft
Hanhofen pflegt seit 1998 partnerschaftliche Beziehungen zu Kondoros in Ungarn.

### Wappen
| Wappen von Hanhofen | Blasonierung: „In Blau ein silbernes Gemarkungszeichen, in Form eines Kreuzes, dessen Arm in einer liegenden Mondsichel endet.“ |
| Wappen von Hanhofen | Es wurde 1845 vom bayerischen König genehmigt und geht zurück auf ein Gerichtssiegel aus dem Jahr 1784.                         |

## Kultur

### Kulturdenkmäler

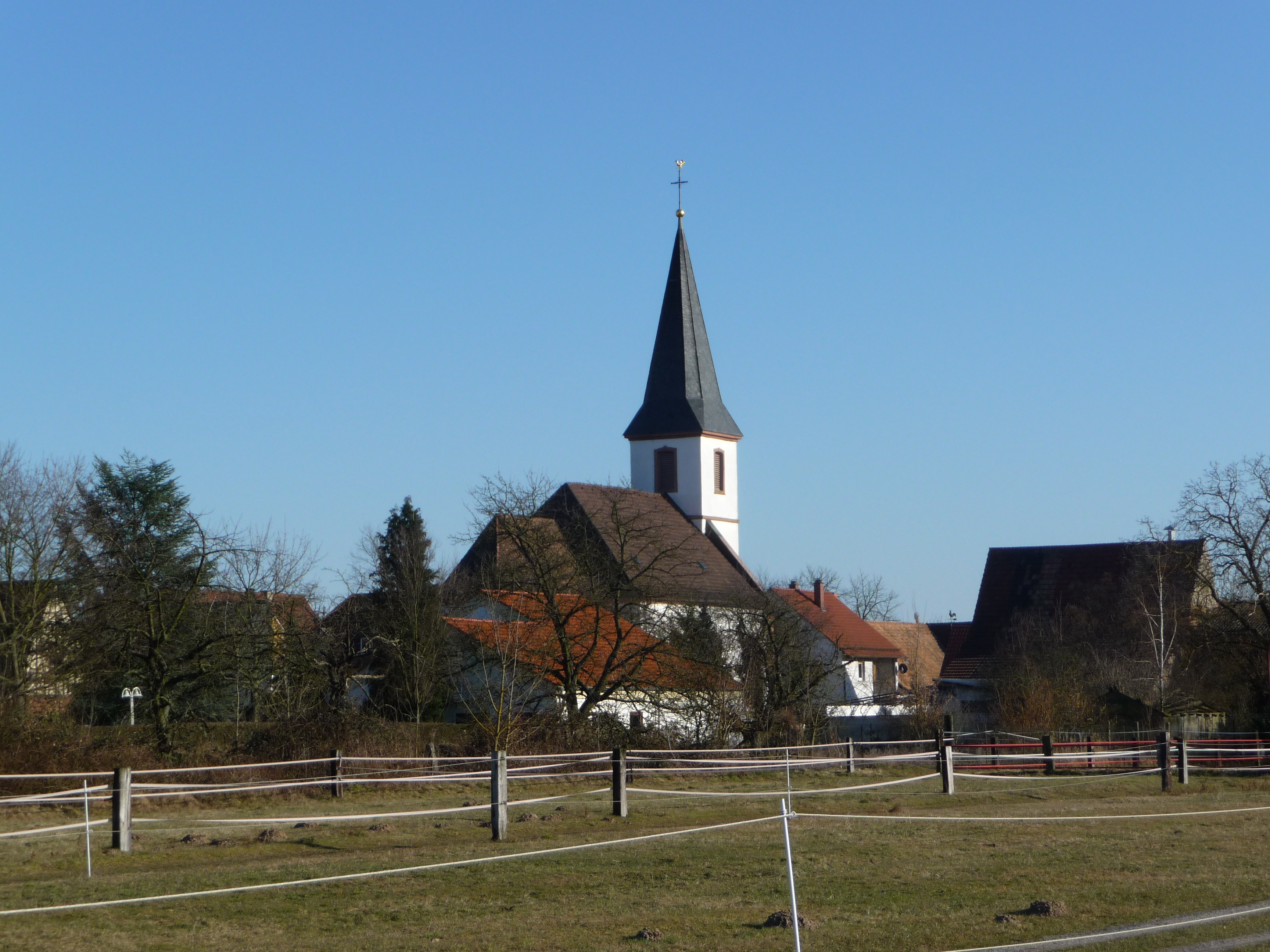
Denkmalgeschützte Martinskirche

Vor Ort existieren insgesamt 14 Objekte, die unter Denkmalschutz stehen, darunter die St.-Martin-Kirche.

### Natur
2006 wurde vor Ort eine Pfauenfliege gesichtet.

## Wirtschaft und Infrastruktur

### Verkehr
Durch die Gemeinde verläuft in West-Ost-Richtung die Bundesstraße 39, die als Ortsumgehung unmittelbar nördlich der Bebauung verläuft. Von dieser zweigt die  Die Kreisstraße 26 nach Harthausen und Römerberg ab. Die von PalatinaBus betriebene Buslinie 507 führt durch den Ort und schafft eine Verbindung nach Neustadt sowie Speyer.
Die nächstgelegenen Bahnstationen befinden sich in Berghausen und Speyer.

### Institutionen
Die Gemeinde gehört zum Gerichtsbezirk des Amtsgerichts Speyer.

### Tourismus
Durch den Norden des Gemeindegebiets verläuft der von Lambrecht nach Speyer führende Palatia-Radweg sowie ein Wanderweg, der mit einem weiß-roten Balken gekennzeichnet ist und stellt die Verbindung mit Kaiserslautern sowie Neustadt an der Weinstraße und Speyer her. Zudem liegt die Gemeinde an der Nordroute der Pfälzer Jakobswege.

## Persönlichkeiten
- Johann Christoph Hund von Saulheim († 1624), ab 1581 fürstbischöflicher Oberamtmann und Vogt auf Burg Marientraut
- Eugen Endres (1880–1951), Verwaltungsjurist und Landrat in Illertissen
- Janina Fautz (* 1995), Schauspielerin, wuchs in Hanhofen auf.